# Zella (Dingelstädt)
Zella ist ein Ortsteil der Stadt und Landgemeinde Dingelstädt im Landkreis Eichsfeld in Thüringen und zählt zum historischen Obereichsfeld.

## Lage
Zella liegt an der Landesstraße 2041 von Dachrieden nach Dingelstädt ungefähr neun Kilometer nordwestlich von Mühlhausen. Die Gemarkung liegt im Unstruttal zwischen den Höhenlagen des Dün im Nordosten, des Oberen Eichsfeldes im Westen und dem Thüringer Becken im Südosten.

## Geschichte
Im Jahr 1201 wurde im Urkundenbuch des Eichsfeldes 161 die Ersterwähnung niedergeschrieben. Sie fällt mit der Nennung zweier Brüder, Hartung und Walter de Zcelle zusammen. Sie bezeugen den Verkauf von Gütern zu Lutter an das Martinsstift in Heiligenstadt. Da der Ortsname dem lateinischen cella entstammt, was Mönchsklause oder Kapelle bedeutet, bezieht er sich auf eine Einsiedlerklause.
Der Gemeinde Anrode trat Zella am 1. Januar 1997 bei. Am 1. Januar 2023 wurde die Gemeinde Anrode aufgelöst und Zella wechselte zur Stadt Dingelstädt im Landkreis Eichsfeld.
Am 31. Dezember 2019 wohnten im Ortsteil 274 Personen.

### Breitenbich
Zu Zella gehört das einen Kilometer östlich gelegene Anwesen Breitenbich. Es wurde 1249 erstmals als Kloster Breitenbich urkundlich erwähnt. 1253 wurde das Zisterzienserinnen-Kloster bereits wieder aufgegeben und in ein Gut umgewandelt; der Konvent zog nach Mühlhausen. Von 1908 bis 1997 waren die umliegenden Orte mit einem nach Breitenbich benannten Haltepunkt der Bahnstrecke Gotha–Leinefelde an das Eisenbahnnetz angeschlossen. Heute führen schmale Straßen zum ehemaligen Gut Breitenbich.

## Persönlichkeiten
- Karl Künstler (1901–1945), SS-Obersturmbannführer, Lagerkommandant des Konzentrationslagers Flossenbürg.